# Winfried Vogt
Pour les articles homonymes, voir Vogt.
Winfried Vogt, était un pilote automobile allemand né le 21 janvier 1945 à Waldshut-Tiengen, décédé le 18 mai 1989 dans la même ville. Il a remporté 2 victoires en DTM, et le championnat d'Europe de voitures de tourisme en 1987. Il mourut d'un cancer foudroyant en mai 1989 alors qu'il avait commencé la saison 1989.